# Bezirksrabbinat Gailingen
Das Bezirksrabbinat Gailingen entstand 1827 in Gailingen in Baden und war eines von 15 Bezirksrabbinaten, die auch als Bezirkssynagogen bezeichnet wurden. 1925 wurde das Bezirksrabbinat nach Konstanz verlegt.
Die Bezirksrabbinate waren dem Oberrat der Israeliten Badens unmittelbar unterstellt. Vorsteher waren der Bezirksrabbiner und der Bezirksälteste. In Angelegenheiten des Rabbinatsbezirks mussten einmal jährlich alle Ortsältesten gehört werden. Der Bezirksrabbiner führte den Vorsitz.

## Aufgaben
Die Aufgaben umfassten den Vollzug der landesherrlichen Verordnungen, die Verkündigung und den Vollzug der Verordnungen der Oberkirchenbehörde, Beratungen über Schulangelegenheiten, die Verwaltung von Stiftungen und die Verteilung von Almosen. Zur Finanzierung der Bezirksrabbinate wurden Umlagen von den einzelnen jüdischen Gemeinden bezahlt.

## Gemeinden des Rabbinatsbezirks
- Jüdische Gemeinde Donaueschingen
- Jüdische Gemeinde Gailingen
- Jüdische Gemeinde Konstanz (Neugründung 1866)
- Jüdische Gemeinde Randegg (Gottmadingen)
- Jüdische Gemeinde Tiengen
- Jüdische Gemeinde Wangen (Öhningen)
- Jüdische Gemeinde Worblingen

## Bezirksrabbiner
- 1829 bis 1851 Jakob Löwenstein
- Leopold Schott (der Rabbiner von Randegg war kurzzeitig Verwalter des Bezirksrabbinates)
- 1855 bis 1862 Ephraim Willstätter
- 1863 bis 1872 Hillel Sondheimer
- 1872 bis 1886 Leopold Löwenstein
- 1894 bis 1925 Josef Spitz